# Sovrappeso

Grafico dell'Indice di massa corporea (IMC); la zona arancione indica la fascia di sovrappeso.

Il termine sovrappeso indica generalmente un moderato eccesso di peso corporeo rispetto agli standard fissati dall'Organizzazione mondiale della sanità. Tale condizione è estesa a molte fasce della popolazione, specialmente quelle in cui l'approvvigionamento del cibo è abbondante e lo stile di vita sedentario. 
La condizione di sovrappeso, sebbene non sia patologica, non va tuttavia trascurata se è elevata, in quanto in tal caso costituirebbe un chiaro campanello d'allarme, poiché i soggetti con un sovrappeso importante, se non controllano l'alimentazione e lo stile di vita, sono ad alto rischio di obesità.
Un corpo sano ha bisogno di un minimo importo di grassi per il corretto funzionamento del sistema ormonale, riproduttivo e immunitario. L'accumulazione di troppe riserve di grasso, però, può compromettere i movimenti e la flessibilità e altresì alterare la forma del corpo.

## Classificazione
Il punto in cui una persona è detta in sovrappeso è determinato generalmente dal Indice di massa corporea (IMC). Il sovrappeso è definito come un IMC di >25, mentre l'obesità con un IMC >30. I bambini ed i ragazzi in crescita sono da considerarsi in sovrappeso se, in riferimento ai percentili di crescita dell'IMC, si collocano tra l'85^ ed il 95^, mentre sopra al 95^ percentile siamo in condizione di obesità infantile.
Altri metodi per la valutazione di un eventuale sovrappeso sono: 
- Indice di massa corporea
- Indice di volume corporeo
- Bilancia
- Calibro di Skinfold o "pinch test"
- Analisi di impedenza bioelettrica
- Peso idrostatico
- DEXA (Dual Energy X-ray Absorptiometry).

Il metodo più comune per trattare questo soggetto e quello usato principalmente da ricerche e istituzioni di consulenza è l'IMC. La definizione di chi'è considerato sovrappeso varia a seconda dell'etnia. La definizione corrente proposta da National Institutes of Health (NIH) degli Stati Uniti e World Health Organization (WHO) designa i bianchi, Ispanici e neri con un IMC di più di 25 come persone sovrappeso. Per gli Asiatici, è sovrappeso chi ha un IMC tra 23 e 30 e l'obesità per tutti i gruppi è un IMC di più di 30.
L'IMC, comunque, non considera estremi di massa muscolare, alcuni rari fattori genetici, i giovanissimi, e delle altre variazioni individuali. Perciò è possibile che un individuo con un IMC pari o inferiore a 25 abbia un eccesso di grasso nel corpo, mentre altri potrebbero avere un IMC significativamente più alto senza rientrare dentro questa categoria. Alcuni dei metodi superiori per determinare il grasso corporeo sono più accurati dell'IMC, ma hanno una maggiore complessità.

## Implicazioni sulla salute
Mentre gli effetti negativi dell'obesità sono accettati nella comunità medica, le implicazioni sulla salute del semplice sovrappeso sono più controverse. L'idea generalmente accettata è che il sovrappeso inizi a causare problemi di salute solo quando si avvicina all’obesità, si stima infatti che il rischio di morte aumenti dal 20 al 40 percento per le persone obese. Il Framingham Heart Study ha scoperto che essere obeso all'età di 40 anni riduce l'aspettativa della propria vita di circa 5 anni.
Essere in forte sovrappeso, inoltre, è stato identificato come una causa del cancro, ed è previsto il sorpasso del fumo come causa primaria di cancro nei paesi sviluppati per numero di casi di cancro, collegato anche al fatto che i fumatori sono in diminuzione.
Anche il benessere psicologico è a rischio negli individui in forte sovrappeso. La discriminazione contro le persone grasse è un comportamento comune nella società. Questo può influenzare la loro abilità nel trovare un compagno o un lavoro.
Chi è in sovrappeso elevato, poi, ha di solito una stima di sé minore rispetto a chi non lo è. Questo può renderli pericolosamente depressi o perturbarli emozionalmente. Potrebbero tentare di allontanarsi dal mondo esterno. 
I teenager, soprattutto le ragazze, sono molto colpiti dal sovrappeso secondo le stime. I bambini sotto gli 8 anni, comunque, non sono colpiti da problemi causati dal loro sovrappeso.

## Cause del sovrappeso
Le reali cause del sovrappeso sono da ascriversi a due motivazioni principali: l'iperalimentazione (o alimentazione ipercalorica) e l'ipometabolismo.

### Iperalimentazione
Per quanto sia ovvio che introdurre una maggiore quantità di calorie provochi un aumento del peso corporeo, bisogna tuttavia distinguere due forme di alimentazione ipercalorica. La prima, di tipo prettamente quantitativo, consiste nell'ingerire una quantità eccessiva di cibo rispetto al proprio fabbisogno, spesso a causa dell'incapacità di regolare e controllare il proprio appetito. In questo caso, pur seguendo una dieta sana come quella mediterranea, un individuo finisce per andare comunque in sovrappeso, seppure non si noti sempre in modo evidente. In questo caso infatti i chili di troppo tendono a distribuirsi uniformemente nel corpo, soprattutto nei soggetti più giovani e attivi. L'adipe in eccesso è costituito principalmente da grasso sottocutaneo ed intramuscolare; l'aspetto di questi individui è piuttosto robusto e con una relativa pancia, generalmente soffice (le "maniglie dell'amore").
La seconda forma, di tipo invece qualitativo, riguarda soggetti con appetito normale o addirittura scarso, ma che si trovano in sovrappeso a causa di un'alimentazione sbagliata. Gli errori più comuni riguardano: la scelta di cibi ipercalorici e poco sazianti, contenenti solitamente zuccheri e grassi nocivi (caramelle, fritture, merendine, biscotti grassi, bibite gassate, carni grasse, cibi molto salati, ecc.); una mancanza di regolarità nei pasti, ovvero mangiare poco e frequentemente, saltando spesso i pasti principali; è inoltre concomitante un insufficiente apporto di acqua, la cui assunzione consigliata sarebbe di almeno 2 litri al giorno. In questo caso il sovrappeso tende a manifestarsi con un vistoso accumulo di grasso localizzato, su pancia, fianchi o in altri punti critici, a seconda dell'individuo; inoltre, in aggiunta al grasso sottocutaneo, in questa situazione è presente anche un più o meno elevato livello di grasso viscerale (più tipico degli uomini rispetto alle donne), che tende a gonfiare ed indurire la pancia, ma soprattutto ad affaticare l'apparato cardiovascolare.
In caso di disordine di tipo sia quantitativo che qualitativo, il sovrappeso raggiunge livelli importanti e si nota particolarmente, per la presenza abbondante di grasso sia viscerale che sottocutaneo: questa condizione è praticamente il preludio dell'obesità e, in ogni caso, tende quasi sempre a provocare la sindrome metabolica, ovvero la concomitanza di ipertensione, ipercolesterolemia, iperglicemia (che può facilmente degenerare in diabete di tipo II), e quindi un forte rischio di infarto ed ictus. Indicativamente lo stato di sovrappeso inizia quando la circonferenza della vita arriva al 55% della statura negli uomini e al 50% nelle donne; un giro vita pari al 60% della propria statura è già una condizione sufficiente per definire l'obesità di I classe.

### Ipometabolismo
Questa causa riguarda gli individui che hanno superato i 30 anni di età ed in particolare quelli oltre i 50. In giovane età il metabolismo basale è naturalmente superiore e l'organismo, anche da fermo, brucia più calorie. Dopo i 30 inizia lentamente ad abbassarsi, per poi scendere ulteriormente dopo i 50-55 anni. Se nel tempo si mantiene costante l'attività fisica, si avrà comunque un aumento di peso, ma contenuto; siccome però generalmente con il tempo si riduce l'attività fisica svolta questo, unito alla diminuzione naturale del metabolismo basale dovuto alla perdita di massa magra, fa calare drasticamente il metabolismo totale: di conseguenza lo stesso tipo di alimentazione che a 20 o 30 anni ci manteneva in peso forma, con l'avanzare dell'età farà andare sempre più in sovrappeso, mentre il dimagrimento risulterà sempre più difficile, nonostante i tentativi di cambiare stile di vita.

### Altri fattori
Altri fattori che possono contribuire al sovrappeso consistono:
- Predisposizione genetica all'accumulo di grasso
- Squilibri ormonali (es. ipotiroidismo)
- Disordini del metabolismo, che può essere causata da ripetuti tentativi di perdere peso con cicli di diete.
- Disturbi del comportamento alimentare (come l'impulso incontrollato ad alimentarsi)
- Alcolismo
- Stress (che favorisce la produzione di cortisolo)
- Scarsa o insufficiente qualità del sonno.
- Uso di sostanze psicoattive (es. olanzapina)
- Smettere di fumare o astinenza da altri stimolanti.

## Forme del sovrappeso
Si distinguono tre tipologie differenti di sovrappeso, che ovviamente sono applicabili anche in caso di obesità. 
- Ginoide: tipico delle donne (forma "a pera"), con accumulo di grassi nella parte inferiore del corpo (fianchi molto abbondanti rispetto al girovita, frequente cellulite tra natiche e cosce), dovuto a uno scarso consumo energetico o a ripetute diete scorrette. In questa situazione prevale il sistema nervoso parasimpatico che rallenta il metabolismo e lascia bruciare pochi grassi. Questa forma non è associata a problemi cardiaci, grazie alla forte produzione di ormoni estrogeni, ma può creare complicanze come vene varicose o artrosi con l'avanzare dell'età. Le donne in sovrappeso ginoide, poi, trovano una certa difficoltà a dimagrire, soprattutto nei punti più critici, a causa del loro basso metabolismo basale.
- Androide: tipico degli uomini (forma "a mela") o talvolta delle donne dopo la menopausa, con accumulo nella parte superiore del corpo (spalle larghe, torace pieno e addome gonfio protuberante), dovuto a una eccessiva produzione di grassi (dieta molto ricca in grassi, carboidrati e/o alcolici) o a fame nervosa e stress, che aumentano la produzione di cortisolo. Il cortisolo in eccesso prodotto nelle ghiandole surrenali, alza la glicemia che stimola l'insulina, ormone lipogenetico. Questa forma è associata alla già citata sindrome metabolica, quindi ad un aumentato rischio cardiovascolare; tuttavia i soggetti in sovrappeso androide, soprattutto se giovani, dimagriscono abbastanza facilmente con l'attività fisica ed una dieta controllata, incontrando meno difficoltà rispetto ai soggetti in sovrappeso ginoide poiché, rispetto a questi ultimi, gli androidi producono più testosterone ed hanno quindi un maggiore metabolismo basale.
- Misto o intermedio : caratteristico in egual misura sia degli uomini che delle donne (forma "a peperone") con una distribuzione uniforme della massa grassa in quasi tutto il corpo tra pancia, fianchi, spalle, cosce, braccia, collo, viso e schiena, mentre rimangono solitamente un po' più asciutte le gambe. A questa tipologia è associato un moderato rischio cardiovascolare, meno elevato rispetto alla forma androide. Le forme del corpo, in questo caso, tendono a restare armoniche ed equilibrate: un uomo tende a mantenere quasi le stesse proporzioni di un fisico atletico, ovviamente con molta più massa grassa ed un po' di pancia (ma non eccessiva), mentre una donna tende a mantenere un fisico a "clessidra", ma più robusto e con le forme ancora più prorompenti. Ciò può portare a sottostimare il proprio livello di sovrappeso, tuttavia le analisi del sangue possono provare se è tutto nella norma o se, effettivamente, sussiste qualche rischio per la propria salute. Da notare, poi, che con l'avanzare dell'età questa forma fisica tende a peggiorare, infatti a partire dai 40 anni, spesso muta lentamente verso una forma androide o, più raramente e solo per le donne, in una forma ginoide.

### Valutazione
Per stabilire la forma del proprio sovrappeso, esiste un metodo pratico, ovvero la misura del rapporto tra il giro-vita nel punto più stretto (intorno all'ombelico) e la circonferenza dei fianchi nel punto più largo del bacino. Tale rapporto è definito WHR (dall'inglese Waist to Hips Ratio) e rappresenta un dato molto importante; infatti se la sola valutazione del BMI è riduttiva e approssimativa, il WHR, unito alla percentuale di massa grassa svela l'esatta situazione del sovrappeso (o anche dell'obesità). Il suo valore è un numero puro che varia generalmente tra 0,70 ed 1,00 ma può anche uscire da questi limiti sia per eccesso che per difetto. Un valore più basso indica una forma fisica più a pera (ginoide), mentre salendo si passa per una omogenea (mista),  fino ad arrivare alla forma a mela (androide). La classificazione varia tuttavia da uomo a donna, restando però invariato il fatto che i valori considerati alti, sono quelli che indicano un maggiore rischio cardiovascolare. Da questa analisi, si può infine evincere come la distinzione delle 3 forme di sovrappeso non è netta, ma molto graduale.
UOMO: si considera basso un WHR uguale o inferiore a 0,85 (caso molto raro); medio da 0,86 a 0,94; alto da 0,95 a 0,99 (pancia sporgente); altissimo se uguale o superiore ad 1 (pancia estremamente sporgente).
DONNA: si considera basso un WHR uguale o inferiore a 0,77 (fianchi molto più larghi della vita); medio da 0,78 a 0,84; alto da 0,85 a 0,89; altissimo se uguale o superiore a 0,90 (pancia sporgente).
Il WHR inoltre, a prescindere dal peso corporeo esatto di un individuo, è il parametro che meglio di tutti dice se esso è realmente in peso forma oppure no. Un soggetto normopeso, dovrebbe avere sempre un WHR basso o al massimo medio; se questo valore risulta alto, ci troviamo di fronte ad un caso di falsa magrezza (soggetto all'apparenza esile, ma con pancia abbondante) ed il rischio cardiovascolare associato è esattamente identico a quello di individui sovrappeso con lo stesso WHR. Quando poi il valore di questo parametro risulta altissimo (superiore ad 1 nell'uomo e a 0,9 nella donna), il soggetto in questione, qualsiasi sia il suo peso corporeo (normopeso, sovrappeso o obeso che sia) si trova in una condizione di obesità addominale, con un estremo rischio cardiovascolare associato. Il rapporto vita-fianchi tende anche ad aumentare con l'età, perciò è opportuno da giovani mantenerlo basso o comunque sul limite inferiore dei valori medi. Per le donne, un WHR moderatamente basso (tra 0,75 e 0,78) si associa ad un'ottima fertilità.

## Trattamenti

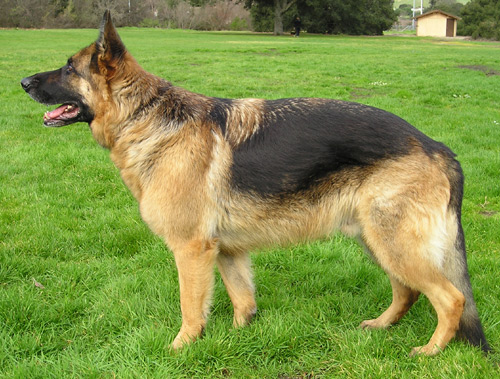
Anche gli animali possono soffrire di sovrappeso. Questo cane da pastore tedesco è chiaramente in sovrappeso.

Un gran numero di persone adottano un qualche trattamento per ridurre il loro peso, solitamente con l'intenzione di migliorare la loro salute e il loro stile di vita o per motivi estetici. Un trattamento generalmente raccomandato è l'adozione di una dieta modificata e controllata e un aumento dell'esercizio fisico. Per coloro che sono obesi piuttosto che in sovrappeso, sono a volte usate terapie più intense, come l'uso dei dimagranti.
Recenti ricerche indicano che la spezia curcuma longa può aiutare a ridurre i grassi senza cambiamenti alla dieta. I risultati sono basati al momento su studi con i gatti, ma i ricercatori hanno intenzione di tentare studi su esseri umani.
Altri studi suggeriscono che la sola riduzione di calorie (dieta) può avere effetti a breve termine, ma non porta ad una perdita di peso a lungo termine, anzi può risultare in un riacquisto del peso perso e a lungo termine anche di più. Per questi motivi è generalmente raccomandato che le diete dimagranti non siano prese in considerazione da sole ma in combinazione con un aumentato esercizio fisico e un piano a lungo termine di gestione del proprio peso corporeo.
I benefici della perdita di peso sono spesso non molto chiari. Mentre è generalmente accettato che la perdita di peso in pazienti obesi riduce significativamente i rischi per la salute e migliora la qualità della vita, ci sono evidenze che per pazienti solamente in sovrappeso, gli effetti sulla salute dei tentativi di perdere peso possono essere più dannosi che rimanere semplicemente in sovrappeso. In più, per qualsiasi individuo, il perdere e prendere peso ripetutamente (il cosiddetto effetto yo-yo), è ritenuto particolarmente dannoso e può essere la causa di altri problemi per la salute. Questo a causa della perdita più di muscoli che di grasso.